# Sanitätskolonne

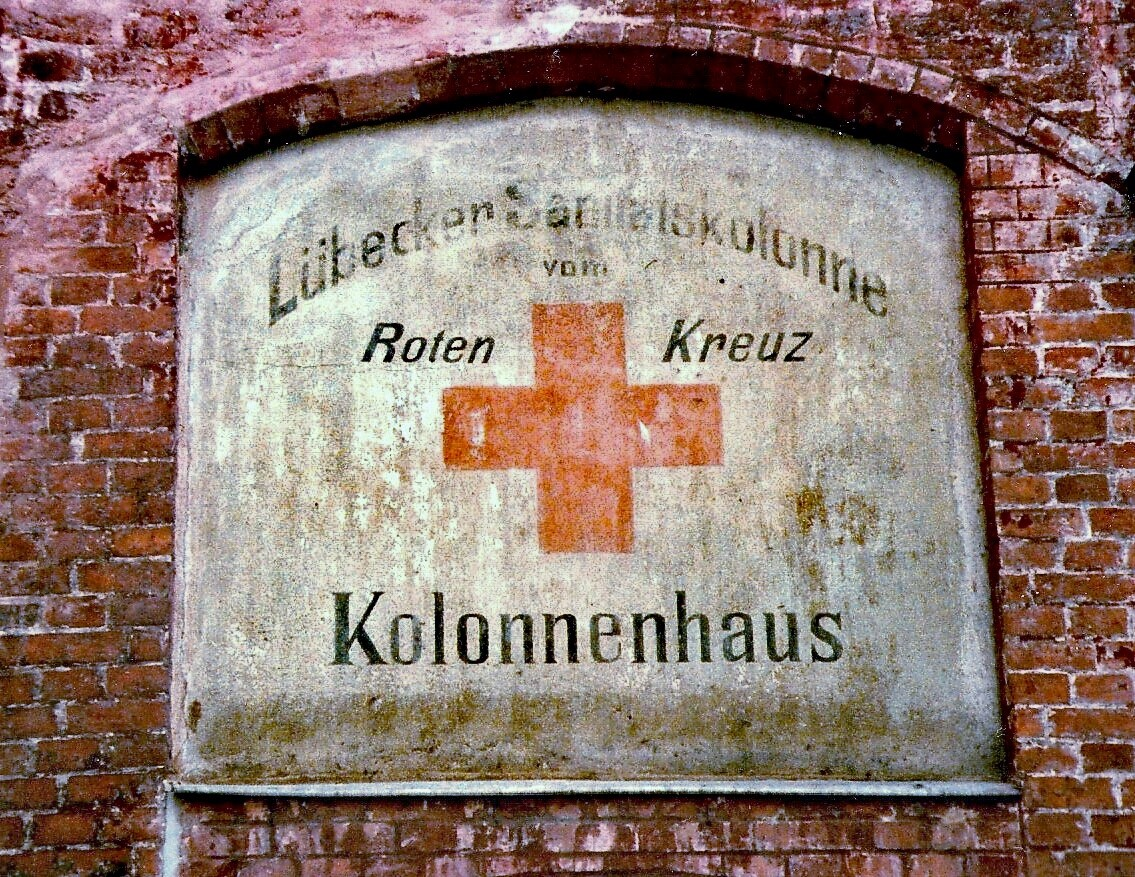
Haus der Lübecker Sanitätskolonne

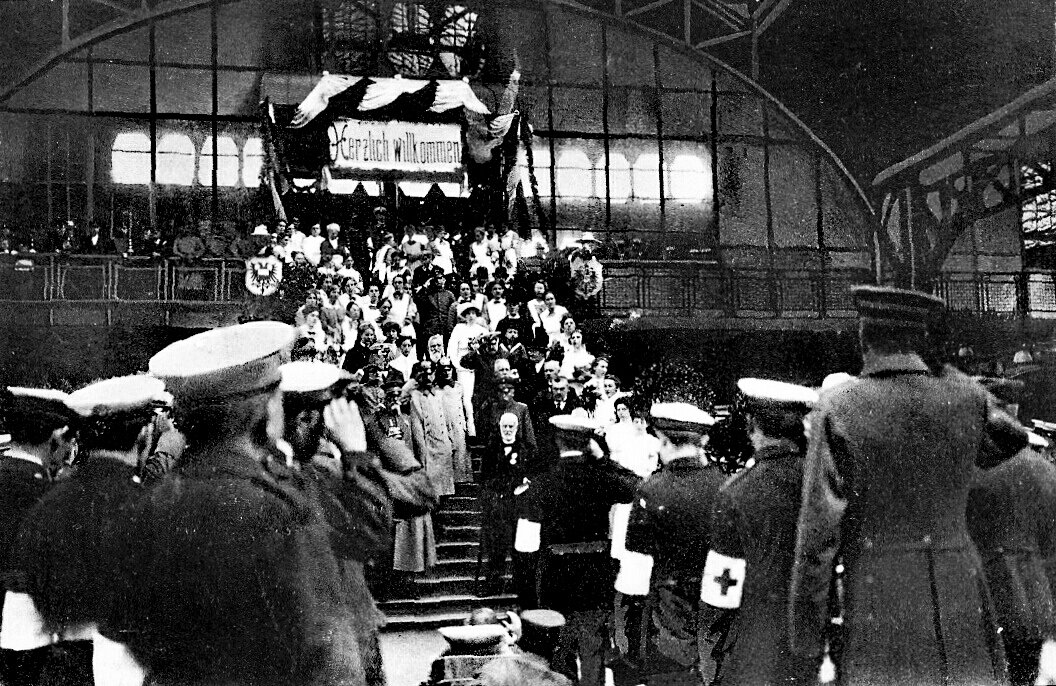
Verwundetenaustausch im Ersten Weltkrieg

Eine Sanitätskolonne war eine freiwillige organisierte Gruppe von Rettungshelfern, die in Kriegs- und Friedenszeiten Ersthelferdienste leisten konnten. Sanitätskolonnen gingen im 19. Jahrhundert als Organisationen aus den Kriegervereinen hervor. Sie stellten ihre Mitglieder, soweit diese nicht der Reserve, der Landwehr oder der Ersatzreserve angehörten, in Kriegszeiten dem Roten Kreuz zur Verfügung. Sie wurden in der Regel als Begleit- und Transportpersonal bei Kranken- und Lazarettzügen verwandt und nur in besonderen Notfällen zur Verstärkung der Sanitätskompanien auf dem Schlachtfeld. Sie unterstanden dann den Bestimmungen der Kriegssanitätsordnung. In Friedenszeiten sollten sie sich bei Unglücksfällen, wie besonders bei Feuer- und Wassernot, bei Eisenbahn- und Fabrikunfällen sowie bei Seuchen betätigen und eine enge Verbindung mit den Staats- und Gemeindebehörden anstreben. Sie wurden so weit ausgebildet, dass sie auch Notverbände anlegen, namentlich aber den Transport von Verunglückten oder Kranken übernehmen konnten. Mitglieder einer Sanitätskolonne konnten nur Mitglieder eines dem Deutschen Kriegerbund angehörenden Vereins werden. 1900 betrug die Zahl der deutschen Sanitätskolonnen mehr als 900 mit über 14.000 Mitgliedern, von denen etwa 11.500 bei der Mobilmachung für die freiwillige Krankenpflege verfügbar waren.